# Enoplea
Enoplea là một lớp của ngành giun tròn, một trong hai lớp tạo thành ngành giun tròn trong phân loại hiện tại.

## Phân loại
- Phân lớp Enoplia
  - Bộ Enoplida
  - Bộ Triplonchida
- Phân lớp Dorylaimia
  - Bộ Dorylaimida
  - Bộ Mermithida
  - Bộ Mononchida
  - Bộ Dioctophymatida
  - Bộ Trichinellida
  - Bộ Isolaimida
  - Bộ Muspiceida
  - Bộ Marimermithida